# Maja Keuc
Maja Keuc (Maribor 1992. január 16. –) szlovén énekesnő, aki a 2011-es Eurovíziós Dalfesztiválon, Düsseldorfban képviselte Szlovéniát No One című dalával..

## Pályafutása
Keuc először a Slovenija Ima Talent című tehetségkutató műsorban szerepelt. Az itt elért második helyezése után elkészítette első stúdióalbumát.
2011. február 27-én megnyerte a Vanilija című dalával a szlovén eurovíziós nemzeti döntőt, az EMA-t, így ő képviselhette Szlovéniát a 2011-es Eurovíziós Dalfesztiválon Düsseldorfban. A dalfesztiválon a dal angolul volt hallható, No One címmel. A verseny második elődöntőjéből bejutott a május 14-i döntőbe, ahol végül a tizenharmadik helyen végzett.
2011 őszén a Misija Evrovizija című eurovíziós tehetségkutató műsor egyik műsorvezetője volt Klemen Slakonja mellett.

## Diszkográfia

### Albumok
- Indigo (2011)
- Fairytales (2016)

### Singles
- No One (2011)
- Zmorem (2011)
- You're a Tree and I'm a Balloon (2011)
- Get The Party Started (2011)
- Go with the Flow (2011)
- Ta planet (2011)
- Na pol poti (2011)
- Krog (2011)
- Ta čas (2012)
- Tako lepo mi je (2012)
- Close to You (2014)
- Statements (2017)
- Concrete (2018)
- Trust Issues (2020)
- Sleep Alone (2021)